# Konstantyn Asen Tich
Konstantyn I Asen Tich – (bułg.: Константин Асен Тих) car bułgarski w latach 1257 – 1277.

## Życie
Wielki bojar ze Skopje, syn możnowładcy z tego rejonu o imieniu Tich (stanowiącym być może skróconą wersję imienia Tichomir), wnuk po kądzieli króla serbskiego Stefana Nemanii. Po wstąpieniu na tron dla podkreślenia swych związków z dynastią władców Bułgarii przyjął, podobnie jak jego poprzednik, imię Asen.

### Objęcie władzy

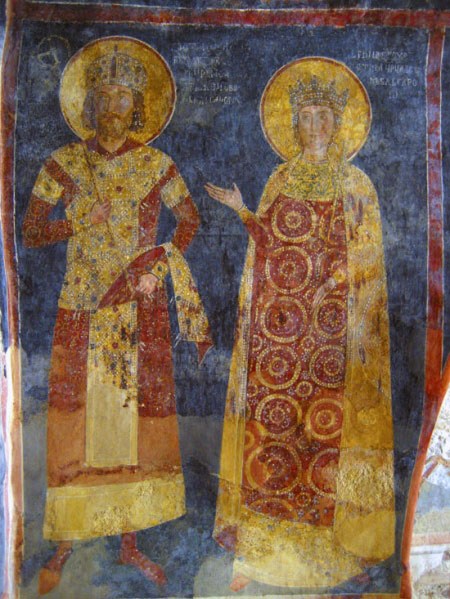
Konstantyn Tich i jego pierwsza żona Irena (cerkiew w Bojanie).

Wydarzeniami, które doprowadziły do objęcia władzy w państwie przez Konstantyna Ticha były niepowodzenia cara Michała I Asena w wojnie z Cesarstwem Nicejskim i będąca ich efektem walka o władzę. Niezadowolenie bojarów doprowadziło do spisku na czele którego stanął Koloman, brat stryjeczny cara i do zamordowania Michała I Asena w 1256 roku. Po zabójstwie Michała I Asena, Koloman ogłosił się carem poślubiając wdowę po zamordowanym, córkę Rościsława, bana Maczwy, Marię. Rościsław wystąpił jednak przeciw Kolomanowi II. Nadciągnął na czele swego wojska spod Belgradu pod Tyrnowo. Koloman II zbiegł, a władzę w stolicy przejął Mico, szwagier zamordowanego Michała I Asena. Rościsław nie zdołał opanować Tyrnowa i wraz z córką powrócił do swoich ziem. W drodze powrotnej oderwał od Bułgarii Widyń i tam ogłosił się carem bułgarskim. Koloman II opuszczony przez swych stronników został zamordowany.
Związki z dynastią panującą nie wystarczyły Mico Asenowi aby utrzymać się u władzy. W 1257 roku bojarzy tyrnowscy poparli bowiem Konstantyna Ticha. Mico ustąpił z Tyrnowa opanowując południową Bułgarię, która nie uznała władzy nowego cara. Dla umocnienia się na tronie Konstantyn Tich poślubił wnuczkę Iwana Asena II, córkę cesarza bizantyńskiego Teodora Laskarysa, Irenę. Zabezpieczony sojuszem z Bizancjum podjął walki z Micem Asenem i około 1261/1262 roku wyparł go z zajętych terytoriów. Pokonany Mico schronił się na dworze bizantyńskim, gdzie w wyniku oślepienia młodziutkiego cesarza z dynastii Laskarysów do władzy doszedł przedstawiciel nowej dynastii Michał VIII Paleolog. Uciekając do Bizancjum Mico przekazał w ręce cesarza portowe miasta bułgarskie: Messembrię i Anchialos.
Na zachodzie Konstantyn Tich musiał toczyć walki z pretendentem do tronu bułgarskiego, carem w Widyniu Rościsławem i jego protektorem królem węgierskim Belą IV. W 1261 roku najazd węgierski dotarł w okolice Tyrnowa. Konstantyn Tich był zmuszony zawrzeć pokój z królem węgierskim, zrzec się zachodnich ziem swego państwa i pogodzić się z przybraniem przez Belę IV tytułu króla Bułgarii.

### Wojna z Bizancjum

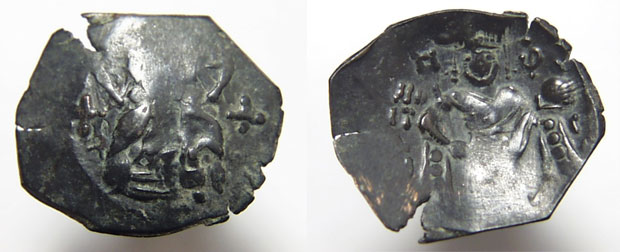
Brązowa moneta z czasów Konstantyna Ticha

W 1261 roku wódz cesarza nicejskiego Michała VIII Aleksy Strategopulos zdobył Konstantynopol. Michał VIII proklamował odrodzenie Cesarstwa Bizantyńskiego, a w kilka miesięcy później oślepił współcesarza 9-letniego brata carowej bułgarskiej Ireny Jana IV. Kiedy zachodziły te wypadki Konstantyn Tich zajęty był wojną z Węgrami. W następnym roku wypowiedział wojnę Bizancjum i wkroczył do Tracji. W 1263 roku wielka armia bizantyńska pod dowództwem Michała Glawasa Tarchanioty rozpoczęła ofensywę w głąb ziem bułgarskich: zajęła wschodnią i środkową Trację wraz z miastem Filipopol i wtargnęła przez Starą Płaninę do ziemi sredeckiej. Namiestnik tych ziem, despota Jakub Swetosław, mąż drugiej córki Teodora II Laskarysa, nie otrzymawszy pomocy od swego szwagra, cara bułgarskiego, wezwał na pomoc przeciw Grekom Węgrów. Bela IV osadził go na opustoszałym po śmierci Rościsława tronie w Widyniu i pozwolił przybrać tytuł cara Bułgarów.
Aby odeprzeć najazd bizantyński Konstantyn Tich zwrócił się o pomoc do chana Złotej Ordy Berke. W 1264 roku wielka armia bułgarsko-tatarska wkroczyła do Tracji. Michał VIII omal nie dostał się wówczas do niewoli. Tracja została doszczętnie złupiona, tak że nie dało się dojrzeć wołu w jarzmie ani oracza przy pługu. Tatarzy z bogatymi łupami wrócili nad Wołgę. W 1266 Bułgarię ponownie najechali Węgrzy. Walki bułgarsko-bizantyńskie przeciągnęły się do 1268 roku. Ostatecznie cesarz bizantyński utrzymał południową część wybrzeża Morza Czarnego i prawie całą Trację.

### Dalsze kroki przeciw Bizancjum
Około 1270 roku zmarła carowa Irena i stosunki bułgarsko-bizantyńskie uległy chwilowo odprężeniu. Cesarz wykorzystując śmierć swej zaciekłej przeciwniczki rozpoczął pertraktacje z carem bułgarskim, który skłaniał się ku koalicji tworzonej przez króla Sycylii i Neapolu Karola Andegaweńskiego, w skład której weszli już książę Achai Wilhelm II Villehardouin i król Serbii Urosz I. Chcąc odciągnąć Konstantyna Ticha od groźnej dla cesarstwa koalicji Michał VIII zawarł przymierze z carem Bułgarii wydając za niego swą siostrzenicę Marię Kantakuzenę, córkę swej umiłowanej siostry Eulogii, i obiecując przekazać carowi jako jej wiano nadmorskie Miasta Anchialos i Messembrię, pozostające od około 1262 w rękach bizantyńskich.

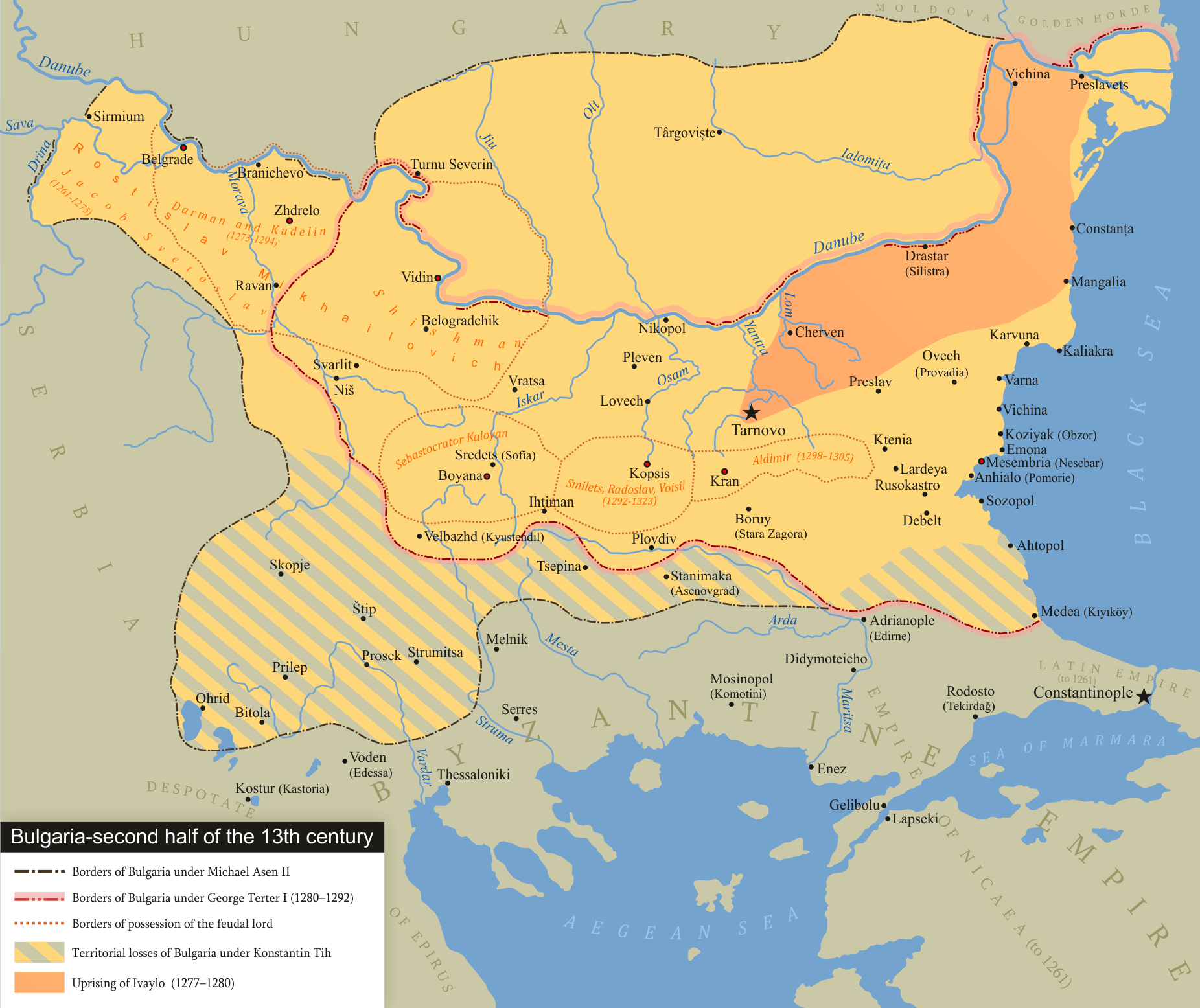
Bułgaria około 1260 roku

Ponieważ cesarz zwlekał z realizacją obietnicy car zerwał krótkotrwałe porozumienie bizantyńsko-bułgarskie i rozpoczął przygotowania do wojny, jednocześnie wysłał posłów do Karola Andegaweńskiego. Michałowi VIII udało się natomiast zneutralizować zagrożenie tatarskie. W 1272 roku między cesarzem Bizancjum  a wodzem tatarskim Nogajem został zawarty pakt przyjaźni. Cesarz oddał mu za żonę swą nieślubną córkę Eufrozynę. W wyniku zawartego przymierza silne oddziały tatarskie najechały kilkakrotnie Bułgarię, paraliżując dalsze poczynania zbrojne przeciw Bizancjum. Chronologia tych wydarzeń nie jest pewna i opiera się na współzależności zdarzeń. Ponieważ w 1271 roku  Nogaj najechał Bizancjum do zawarcia przymierza pomiędzy nim a Michałem VIII mogło dojść dopiero w 1272 roku. Z kolei przyjmując, że Irena Laskarys zmarła w 1270 roku, a po jej śmierci doszło do ślubu Konstantyna Ticha z Marią Kantakuzeną i narodzin ich syna, najazd tatarski na Bułgarię mógł nastąpić najwcześniej w 1272 roku. T. Wasilewski datuje ślub Konstantyna Ticha na 1269 rok Wasilewski 1988 ↓, s. 98. Z kolei S. Runciman ślub Eufrozyny i Nogaja umieszcza w 1266 roku, przyjmując, że po 1270 roku doszło jedynie do odnowienia przymierza Runciman 1997 ↓, s. 161.
Stosunki bułgarsko-bizantyńskie zaostrzyły się jeszcze bardziej, gdy zagrożony przez Karola Andegaweńskiego Michał VIII zawarł w 1274 roku w Lyonie unię kościelną z Rzymem. Cesarz bizantyński wskrzesił wówczas za zgodą papieża biskupstwo ochrydzkie i zaczął się domagać, by jak to było za czasów cesarza Bazylego II, podporządkowane mu zostały wszystkie ziemie bułgarskie.

### Powstanie Iwajły
Ostatnie lata panowania Konstantyna Ticha wypełniły intrygi nowej carowej, Greczynki, Marii Kantakuzeny, zabiegającej o zapewnienie następstwa tronu swemu małoletniemu synowi Michałowi. Maria by zapewnić sukcesję własnemu dziecku zamordowała swego pasierba, prawowitego następcę Konstantyna Ticha, podjęła też kroki godzące w niechętnych jej przedstawicieli bojarstwa. W niszczonym nieustannymi najazdami węgierskimi, bizantyńskimi i tatarskimi carstwie bułgarskim narastało niezadowolenie z rządów Konstantyna Ticha. Szczególnym ciężarem liczne najazdy kładły się na ludności wiejskiej, nie chronionej murami zamków czy miast. Zniszczone gospodarstwa nie mogły podołać ciężarom danin państwowych i rosnących powinności (angarii) feudalnych. Słabość władzy carskiej uzależnionej od poparcia wielkiego bojarstwa sprzyjała wzrostowi samowoli urzędników, poborców podatkowych i bojarów. Zrujnowani chłopi uciekali od swych panów i tworzyli oddziały zbrojne. W 1277 roku niezadowolenie przerodziło się w otwarty buntu, na którego czele stanął chłop z północno-wschodniej Bułgarii Iwajło.
Iwajło skupił wokół siebie siły chłopskie, które zaczęły występować przeciw majątkom i zamkom bojarskim i zaopatrywać się w broń. Uzbrojeni przez Iwajłę powstańcy rozbili dwa oddziały tatarskie grasujące w północno-wschodniej Bułgarii. Po tym sukcesie powstanie rozszerzyło się na nowe obszary. Car na początku 1277 roku doznał ciężkich obrażeń spadając z konia. Mimo to jesienią 1277 roku wyruszył przeciw powstańcom. Nieliczna armia carska została rozgromiona, a Konstantyn Tich zginął z rąk Iwajły

## Związki rodzinne
- Z żoną Ireną Konstantyn Tich miał nieznanego z imienia syna zamordowanego przez drugą żonę cara Marię w ostatnich latach życia męża
- Z drugą żoną Marią Kantakuzeną miał syna Michała urodzonego w 1271 lub 1272 roku, cara Bułgarii w latach 1277-1279.

|                                    |                                             |                                              |                                                                      |                                                                      |                                                       |                                                           |                                                           |                                       |                                               |                                               |                                |
|                                    |                                             |                                              |                                                                      |                                                                      |                                                       | Asen I (panował 1188–1196)                                |                                                           |                                       |                                               |                                               |                                |
|                                    |                                             |                                              |                                                                      |                                                                      |                                                       |                                                           |                                                           |                                       |                                               |                                               |                                |
|                                    |                                             |                                              |                                                                      |                                                                      |                                                       |                                                           |                                                           |                                       |                                               |                                               |                                |
|                                    |                                             |                                              |                                                                      |                                                                      |                                                       |                                                           |                                                           |                                       |                                               |                                               |                                |
| córka Stefana Nemanji króla Serbii | córka Stefana Nemanji króla Serbii          | Tich bojar ze Skopje                         | Tich bojar ze Skopje                                                 |                                                                      |                                                       | Iwan Asen II (zm. 1241, panował 1218–1241)                | Iwan Asen II (zm. 1241, panował 1218–1241)                |                                       |                                               | Aleksander sewastokrator                      | Aleksander sewastokrator       |
|                                    |                                             |                                              |                                                                      |                                                                      |                                                       |                                                           |                                                           |                                       |                                               |                                               |                                |
|                                    |                                             |                                              |                                                                      |                                                                      | 2                                                     | 2                                                         | 3                                                         |                                       | 3                                             |                                               |                                |
|                                    |                                             |                                              |                                                                      |                                                                      | Koloman I Asen (ur. 1235, zm. 1246 panował 1241–1246) |                                                           |                                                           |                                       |                                               |                                               |                                |
|                                    |                                             |                                              |                                                                      | Helena ∞ Teodor II Laskarys                                          | Helena ∞ Teodor II Laskarys                           | Michał I Asen (ur. 1238/1241, zm. 1256 panował 1246–1256) | Michał I Asen (ur. 1238/1241, zm. 1256 panował 1246–1256) | Maria ∞ Mico Asen (panował 1256–1257) | Maria ∞ Mico Asen (panował 1256–1257)         | Koloman II Asen (panował 1256)                | Koloman II Asen (panował 1256) |
|                                    |                                             |                                              |                                                                      |                                                                      |                                                       |                                                           |                                                           |                                       |                                               |                                               |                                |
|                                    |                                             |                                              |                                                                      |                                                                      |                                                       |                                                           |                                                           |                                       |                                               |                                               |                                |
| 2 Maria Paleologina Kantakuzena    | 2 Maria Paleologina Kantakuzena             | Konstantyn Tich (zm. 1277 panował 1257–1277) | Konstantyn Tich (zm. 1277 panował 1257–1277)                         | 1 Irena Laskarina Asenina                                            | 1 Irena Laskarina Asenina                             |                                                           | Iwan Asen III (panował 1279–1280)                         | Iwan Asen III (panował 1279–1280)     | Kermaria ∞ Jerzy I Terter (panował 1280–1292) | Kermaria ∞ Jerzy I Terter (panował 1280–1292) |                                |
|                                    |                                             |                                              |                                                                      |                                                                      |                                                       |                                                           |                                                           |                                       |                                               |                                               |                                |
|                                    |                                             |                                              |                                                                      |                                                                      |                                                       |                                                           |                                                           |                                       |                                               |                                               |                                |
|                                    |                                             | 2                                            | 2                                                                    | 1                                                                    | 1                                                     | 1                                                         | 1                                                         | 1                                     | 1                                             | 1                                             |                                |
|                                    | Michał II Tich (ur. 1271 panował 1277–1279) | Michał II Tich (ur. 1271 panował 1277–1279)  | syn z 1° małżeństwa (zamordowany przed 1277 przez Marię Kantakuzenę) | syn z 1° małżeństwa (zamordowany przed 1277 przez Marię Kantakuzenę) |                                                       |                                                           |                                                           |                                       |                                               |                                               |                                |